# Prismatopus
Prismatopus is een geslacht van kreeftachtigen uit de klasse van de Malacostraca (hogere kreeftachtigen).

## Soorten
- Prismatopus acanthonotus (White, 1847)
- Prismatopus aculeatus (H. Milne Edwards, 1834)
- Prismatopus albanyensis Ward, 1933
- Prismatopus brevispinosus (Yokoya, 1933)
- Prismatopus filholi (A. Milne-Edwards, 1876)
- Prismatopus goldsboroughi (Rathbun, 1906)
- Prismatopus halimoides (Miers, 1879)
- Prismatopus harmandi (Bouvier, 1906)
- Prismatopus longispinus (De Haan, 1839)
- Prismatopus occidentalis (Griffin, 1970)
- Prismatopus spatulifer (Haswell, 1881)
- Prismatopus tosaensis (Sakai, 1969)